# Diurki
Diurki (en rus: Дюрки) és un poble de la República de Mordòvia, a Rússia, segons el cens del 2010 tenia 539 habitants, pertany al municipi de Sabantxéievo.